# テクノカット

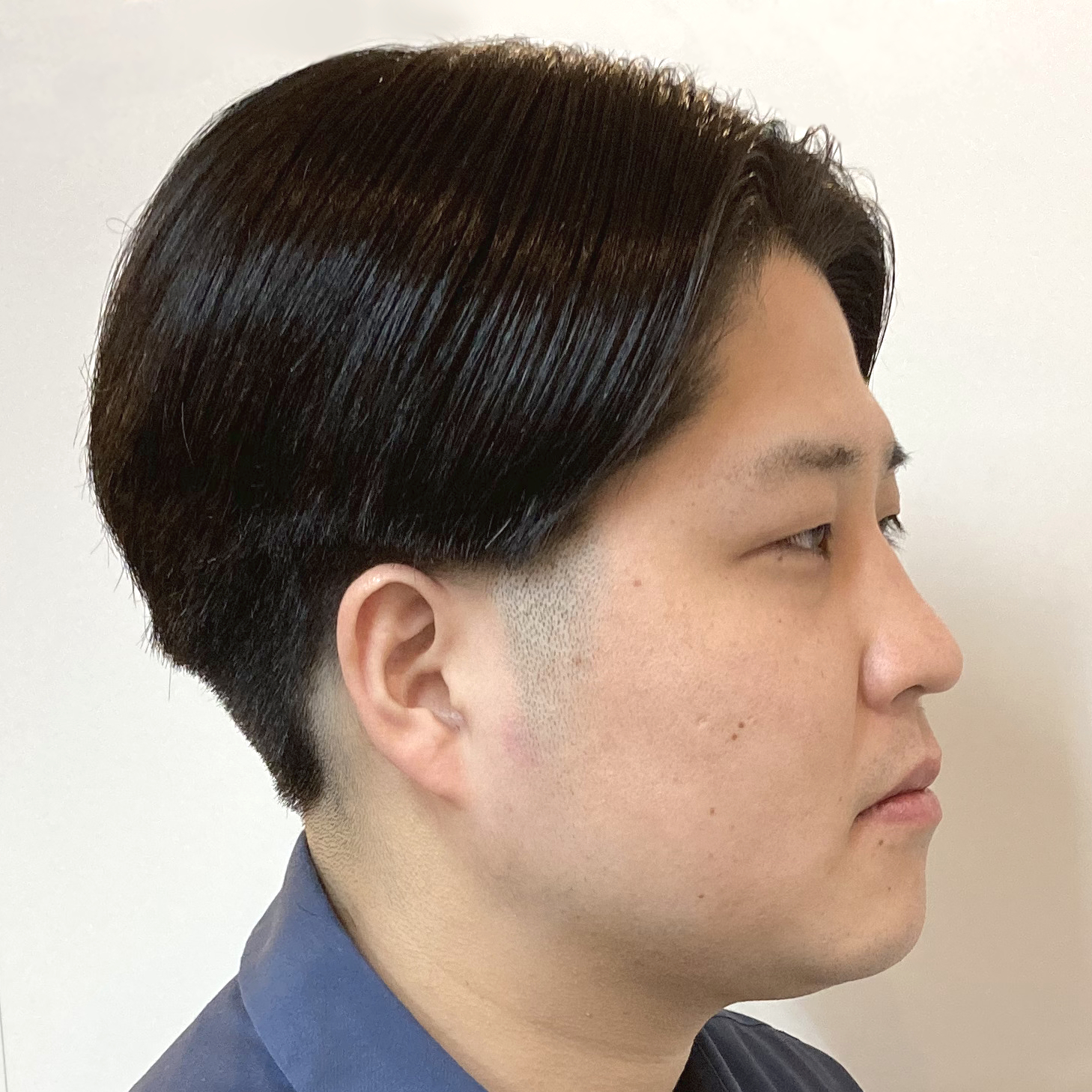
テクノカット

テクノカットは、もみあげを鋭角に剃り整え、襟足を刈り上げた髪型である。
1980年代に流行した。1975年にリリースされたクラフトワークのアルバム『放射能』で採用されたヘアスタイルが初期のテクノカットであるほか、1979年に本多三記夫がモードに取り入れて流行した。2000年以降、反対にテクノカットにしない事が流行であったが、2020年以降、目黒蓮のトレードマークとして定着したことをきっかけに再度流行の兆しを見せている。

## 名称
名称は、音楽ジャンルのひとつ「テクノ系」を日本に浸透させたグループ「YMO」のメンバー3人がしていたことにちなむ。細野晴臣は、当時YMOの3人で雑談しながらテレビを見ていたところ、小澤征爾が北京交響楽団で指揮棒を振るという番組に強い印象を受けた。楽団員の髪型が後年でいうところのテクノカットばかりだったうえに、文化大革命が終わってようやくクラシックが演奏できることで目がらんらんと輝いていたことに影響を受けたと述懐している。後日、スタイリストの本多三記夫にその模様を説明して髪を切ってもらったところ生まれたのがテクノカットであった。その数年後、チェッカーズがしていた「チェッカーズカット」も本多によるものであり、テクノカットよりも前髪部分が長く、不揃いとなっている。1980年代から1990年代初頭にかけ、男性アイドルなどの定番的スタイルとなった。

## 校則における扱い
テクノカット流行以前は不良少年の髪型といえば長髪であり、刈り上げた短髪は真面目な生徒の髪型であった。しかし、ファッションに敏感な層に流行したため、校則に「テクノカット禁止」の項を設ける中学校・高校もあらわれた。これは、当時の日本は管理教育式の学校教育が主流であり、髪形の自由も認められることが少なかったためである。

## テクノカットをしている著名人
- Y.M.O.
- 上方よしお
- 春日俊彰（オードリー）
- 柳沢慎吾
- ジミー大西
- エドワード・ファーロング
- 目黒蓮（Snow Man）